# 11614 Істрополітана
11614 Істрополітана (11614 Istropolitana) — астероїд головного поясу, відкритий 14 січня 1996 року.
Тіссеранів параметр щодо Юпітера — 3,212.